# Бериллий
| 4           | Бериллий |
| Be9.0121831 |          |
| 1s² 2s²     |          |

Бери́ллий (химический символ — Be, от лат. Beryllium) — химический элемент 2-й группы (по устаревшей классификации — главной подгруппы второй группы, IIA) второго периода периодической системы химических элементов Д. И. Менделеева с атомным номером 4.
Как простое вещество бериллий — это хрупкий относительно твёрдый металл светло-серого цвета с характерным металлическим блеском. Чрезвычайно токсичен. Бериллий и его соединения являются канцерогенами,  группа 1 по классификации МАИР.

## История

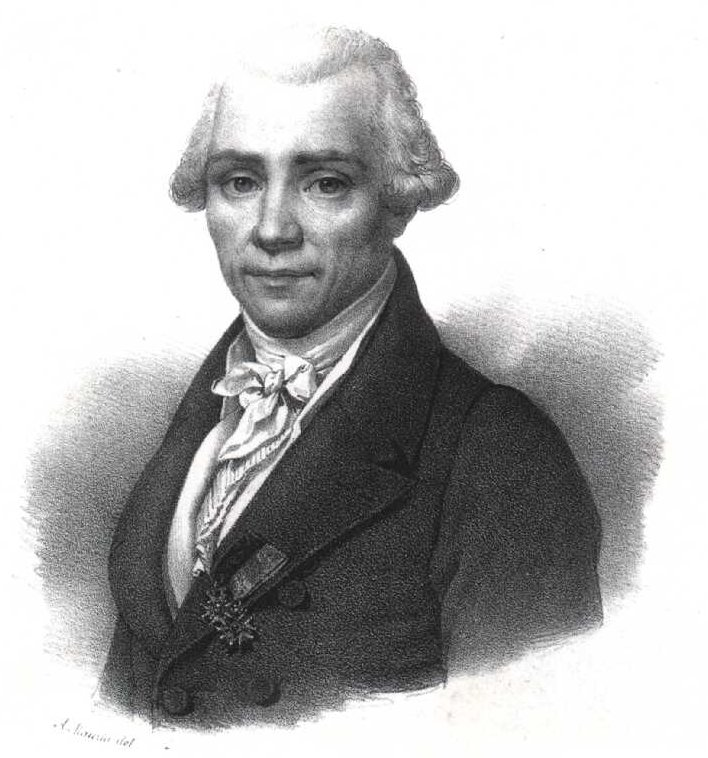
Воклен, Луи Николя

Открыт в 1798 году французским химиком Луи Николя Вокленом, который назвал его глюцинием. Современное название элемент получил по предложению химиков немца Клапрота и шведа Экеберга.
Большую работу по установлению состава соединений бериллия и его минералов провёл русский химик Иван Авдеев. Именно он доказал, что оксид бериллия имеет состав BeO, а не Be2O3, как считалось ранее.
В свободном виде бериллий был выделен в 1828 году французским химиком Антуаном Бюсси и независимо от него немецким химиком Фридрихом Вёлером. Чистый металлический бериллий был получен в 1898 году французским физиком Полем Лебо с помощью электролиза расплавов солей.

### Происхождение названия
Название бериллия произошло от названия минерала берилла (др.-греч. βήρυλλος) (силикат бериллия и алюминия, Be3Al2Si6O18), которое восходит к названию города Белур (Веллуру) в Южной Индии, недалеко от Мадраса; с древних времён в Индии были известны месторождения изумрудов — разновидности берилла. Из-за сладкого вкуса растворимых в воде соединений бериллия элемент вначале называли «глиций» (др.-греч. γλυκύς — сладкий).

## Происхождение бериллия
В процессах как первичного, так и звёздного нуклеосинтеза рождаются лишь лёгкие нестабильные изотопы бериллия. Стабильный изотоп {\displaystyle \mathrm {{}^{9}Be} } может появиться как в звёздах, так и в межзвёздной среде в результате распада более тяжелых ядер, бомбардируемых космическими лучами. В атмосфере Земли радиоактивный {\displaystyle \mathrm {{}^{10}Be} } непрерывно образуется в результате расщепления ядер кислорода космическими лучами.

## Нахождение в природе
Во Вселенной бериллий относительно редкий элемент, потому что он не образуется в результате ядерных реакций в недрах звёзд. В основном бериллий образуется при взрыве сверхновых, в результате чего более тяжёлые ядра расщепляются на более лёгкие потоками быстрых частиц. На Солнце наблюдаемая концентрация бериллия составляет 0,1 части на миллиард. В земной коре бериллий имеет концентрацию от 2 до 6 частей на миллион. Среднее содержание бериллия в земной коре 3,8 г/т и увеличивается от ультраосновных (0,2 г/т) к кислым (5 г/т) и щелочным (70 г/т) породам. Основная масса бериллия в магматических породах связана с плагиоклазами, где бериллий замещает кремний. Однако наибольшие его концентрации характерны для некоторых минералов тёмного цвета и мусковита (десятки, реже сотни г/т). Если в щелочных породах бериллий почти полностью рассеивается, то при формировании кислых горных пород он может накапливаться в постмагматических продуктах постколлизионных и анорогенных гранитоидов — пегматитах и пневматолито-гидротермальных телах. В кислых пегматитах образование значительных скоплений бериллия связано с процессами альбитизации и мусковитизации. В пегматитах бериллий образует собственные минералы, но часть его (ок. 10 %) находится в изоморфной форме в породообразующих и второстепенных минералах (микроклине, альбите, кварце, слюдах, и др.). В щелочных пегматитах бериллий устанавливается в небольших количествах в составе редких минералов: эвдидимита, чкаловита, анальцима и лейкофана, где он входит в анионную группу. Постмагматические растворы выносят бериллий из магмы в виде фторсодержащих эманаций и комплексных соединений в ассоциации с вольфрамом, оловом, молибденом и литием.
Содержание бериллия в морской воде чрезвычайно низкое — 6⋅10−7 мг/л.
Известно более 30 собственно бериллиевых минералов, но только 6 из них считаются более-менее распространёнными: берилл, хризоберилл, бертрандит, фенакит, гельвин, даналит. Промышленное значение имеет в основном берилл и бертрандит.
Разновидности берилла считаются драгоценными камнями: аквамарин — голубой, зеленовато-голубой, голубовато-зелёный; изумруд — густо-зелёный, ярко-зелёный; гелиодор — жёлтый; известны ряд других разновидностей берилла, различающихся окраской (тёмно-синие, розовые, красные, бледно-голубые, бесцветные и др.). Цвет бериллу придают примеси различных элементов.

### Месторождения
Месторождения минералов бериллия присутствуют на территории Бразилии, Аргентины, Африки, Индии, Казахстана, России (Ермаковское месторождение в Бурятии, Малышевское месторождение в Свердловской области, пегматиты восточной и юго-восточной части Мурманской области) и др. Бертрандит наиболее распространён в США, особенно в штате Юта.

## Изотопы бериллия
Природный бериллий состоит из единственного изотопа 9Be. Все остальные изотопы бериллия (их известно 11, кроме стабильного 9Be) нестабильны. Наиболее долгоживущих из них два: 10Be с периодом полураспада около 1,4 млн лет и 7Be с периодом полураспада 53 дня.

## Физические свойства

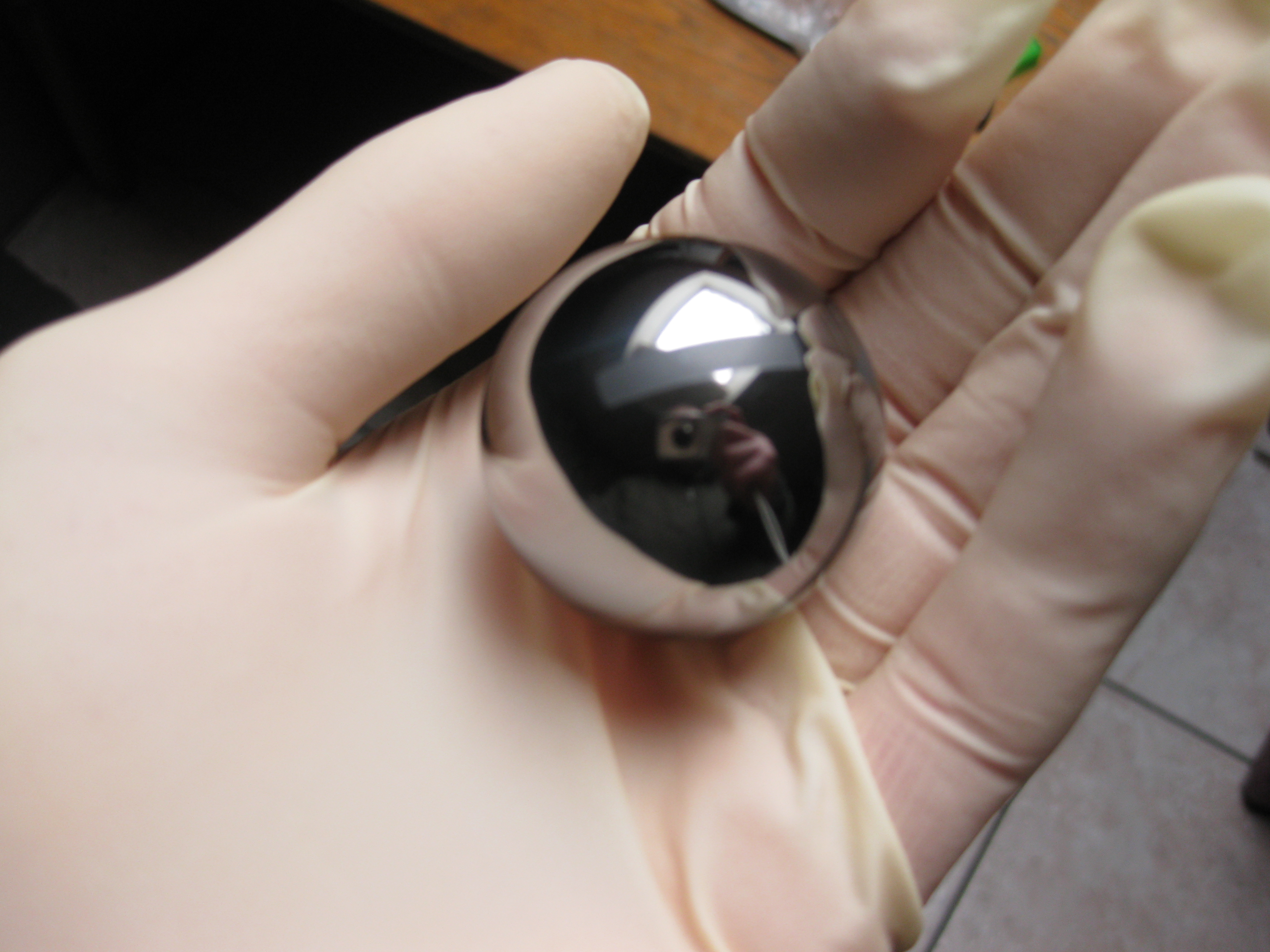
Шар из бериллия

Бериллий — металл серебристо-белого цвета, обладающий относительно высокой твёрдостью (5,5 баллов по Моосу), что превосходит  по твёрдости другие лёгкие металлы (алюминий, магний). Хрупок. Имеет высокий модуль упругости — 300 ГПа (у сталей — 200—210 ГПа). Скорость звука в бериллии очень высока — 12 600 м/с, что в 2—3 раза больше, чем в других металлах. Имеет высокую теплопроводность и высокую температуру плавления.

## Химические свойства
Для бериллия характерны две степени окисления — 0 и +2. Степень окисления +1 у бериллия была получена при исследовании процессов испарения бериллия в вакууме в тиглях из оксида бериллия ВеО с образованием летучего оксида Ве2O в результате сопропорционирования
{\displaystyle {\ce {Be + BeO -> Be2O}}}.
По многим химическим свойствам бериллий больше похож на алюминий, чем на находящийся непосредственно под ним в таблице Менделеева магний (проявление «диагонального сходства»).
Металлический бериллий относительно малореакционноспособен при комнатной температуре, т.к. на воздухе активно покрывается стойкой оксидной плёнкой BeO. В компактном виде он не реагирует с водой и водяным паром даже при температуре красного каления и не окисляется воздухом до 600 °C. Порошок бериллия при поджигании горит ярким пламенем, при этом образуются оксид и нитрид. Галогены реагируют с бериллием при температуре выше 600 °C, а халькогены требуют ещё более высокой температуры. Аммиак взаимодействует с бериллием при температуре выше 1200 °C с образованием нитрида Be3N2, а углерод даёт карбид Ве2С при 1700 °C. С водородом бериллий непосредственно не реагирует.
Бериллий легко растворяется в разбавленных водных растворах кислот (соляной, серной кислотами, а азотной кислотой при нагревании), при этом холодная концентрированная азотная кислота пассивирует металл.
Реакция бериллия с водными растворами щелочей сопровождается выделением водорода и образованием гидроксобериллатов:
{\displaystyle {\ce {Be + 2NaOH + 2H2O -> Na2[Be(OH)4] + H2}}}.
При проведении реакции с расплавом щёлочи при 400—500 °C образуются бериллаты:
{\displaystyle {\ce {Be + 2NaOH -> Na2BeO2 + H2}}}.
Гидроксид бериллия(II) амфотерен, причём как основные (с образованием Be2+), так и кислотные (с образованием [Be(OH)4]2−) свойства выражены слабо. Получают осаждением аммиаком из водных солей бериллия.

## Получение
В виде простого вещества в XIX веке бериллий получали действием калия на безводный хлорид бериллия:
{\displaystyle {\ce {BeCl2 + 2K -> Be + 2KCl}}}
В настоящее время бериллий получают, восстанавливая фторид бериллия магнием:
{\displaystyle {\ce {BeF2 + Mg -> Be + MgF2}}}
либо электролизом расплава смеси хлоридов бериллия и натрия. Исходные соли бериллия выделяют при переработке бериллиевой руды.

## Производство и применение
По состоянию на 2012 год основными производителями бериллия являлись: США (с большим отрывом) и Китай. Кроме них бериллиевую руду перерабатывает также Казахстан. В 2014 году произвела первый образец бериллия и Россия. На долю остальных стран в 2012 году приходилось 4 % мировой добычи. Всего в мире производится 300 тонн бериллия в год (2016 год).

### Легирование сплавов
Бериллий в основном используют как легирующую добавку к различным сплавам. Добавка бериллия значительно повышает твёрдость и прочность сплавов, коррозионную устойчивость поверхностей, изготовленных из этих сплавов изделий. В технике довольно широко распространены бериллиевые бронзы типа BeB (пружинные контакты). Добавка 0,5 % бериллия в сталь позволяет изготовить пружины, которые остаются упругими до температуры красного каления. Эти пружины способны выдерживать миллиарды циклов значительной по величине нагрузки. Кроме того, бериллиевая бронза не искрится при ударе о камень или металл. Один из сплавов носит собственное название рандоль. Благодаря его сходству с золотом рандоль называют «цыганским золотом».

### Рентгенотехника
Бериллий слабо поглощает рентгеновское излучение, поэтому из него изготавливают окошки рентгеновских трубок (через которые излучение выходит наружу) и окошки рентгеновских и широкодиапазонных гамма-детекторов, через которые излучение проникает в детектор.

### Ядерная энергетика
В атомных реакторах из бериллия изготовляют отражатели нейтронов, его используют как замедлитель нейтронов. В смесях с некоторыми α-радиоактивными нуклидами бериллий используют в ампульных нейтронных источниках, так как при взаимодействии ядер бериллия-9 и α-частиц возникают нейтроны:
9Ве + α → n + 12C.
Оксид бериллия наряду с металлическим бериллием служит в атомной технике как более эффективный замедлитель и отражатель нейтронов, чем чистый бериллий. По этой причине оксид бериллия в смеси с окисью урана применяется в качестве очень эффективного ядерного топлива. Фторид бериллия в сплаве с фторидом лития применяется в качестве теплоносителя и растворителя солей урана, плутония, тория в высокотемпературных жидкосолевых атомных реакторах.
Фторид бериллия используется в атомной технике для варки стекла, применяемого для регулирования небольших потоков нейтронов. Самый технологичный и качественный состав такого стекла − (BeF2 — 60 %, PuF4 — 4 %, AlF3 — 10 %, MgF2 — 10 %, CaF2 — 16 %). Этот состав наглядно показывает один из примеров применения соединений плутония в качестве конструкционного материала (частичное).

### Лазерные материалы
В лазерной технике находит применение алюминат бериллия для изготовления твердотельных излучателей (стержней, пластин).

### Аэрокосмическая техника
В производстве тепловых экранов и систем наведения с бериллием не может конкурировать практически ни один конструкционный материал. Конструкционные материалы на основе бериллия обладают одновременно и лёгкостью, и прочностью, и стойкостью к высоким температурам. Будучи в 1,5 раза легче алюминия, эти сплавы в то же время прочнее многих специальных сталей. Налажено производство бериллидов, применяемых как конструкционные материалы для двигателей и обшивки ракет и самолётов, а также в атомной технике.
Бериллий и его сплавы применялись при конструировании оборудования используемого астронавтами программы «Аполлон», в частности контейнеров ловушек ядер инертных газов и теплозащитных экранов радиоизотопных энергетических установок SNAP-27.
Особый интерес представляют для астрономов бериллиевые зеркала. Зеркала большой площади, часто с сотовой опорной конструкцией, используются, например, в метеорологических спутниках, где малый вес и долговременная стабильность размеров имеют решающее значение. Первичное зеркало космического телескопа Джеймса Уэбба состоит из 18 шестиугольных сегментов, изготовленных из позолоченного бериллия. Поскольку телескоп будет работать при температуре 33 К, такое зеркало способно выдерживать экстремальные холода лучше, чем стекло. Бериллий сжимается и деформируется меньше чем стекло и остается более однородным при таких температурах. По той же причине оптика космического телескопа Спитцер полностью построена из металлического бериллия.

### Ракетное топливо
Стоит отметить высокую токсичность и высокую стоимость металлического бериллия, и в связи с этим приложены значительные усилия для выявления бериллийсодержащих топлив, имеющих значительно меньшую общую токсичность и стоимость. Одним из таких соединений бериллия является гидрид бериллия.

### Огнеупорные материалы

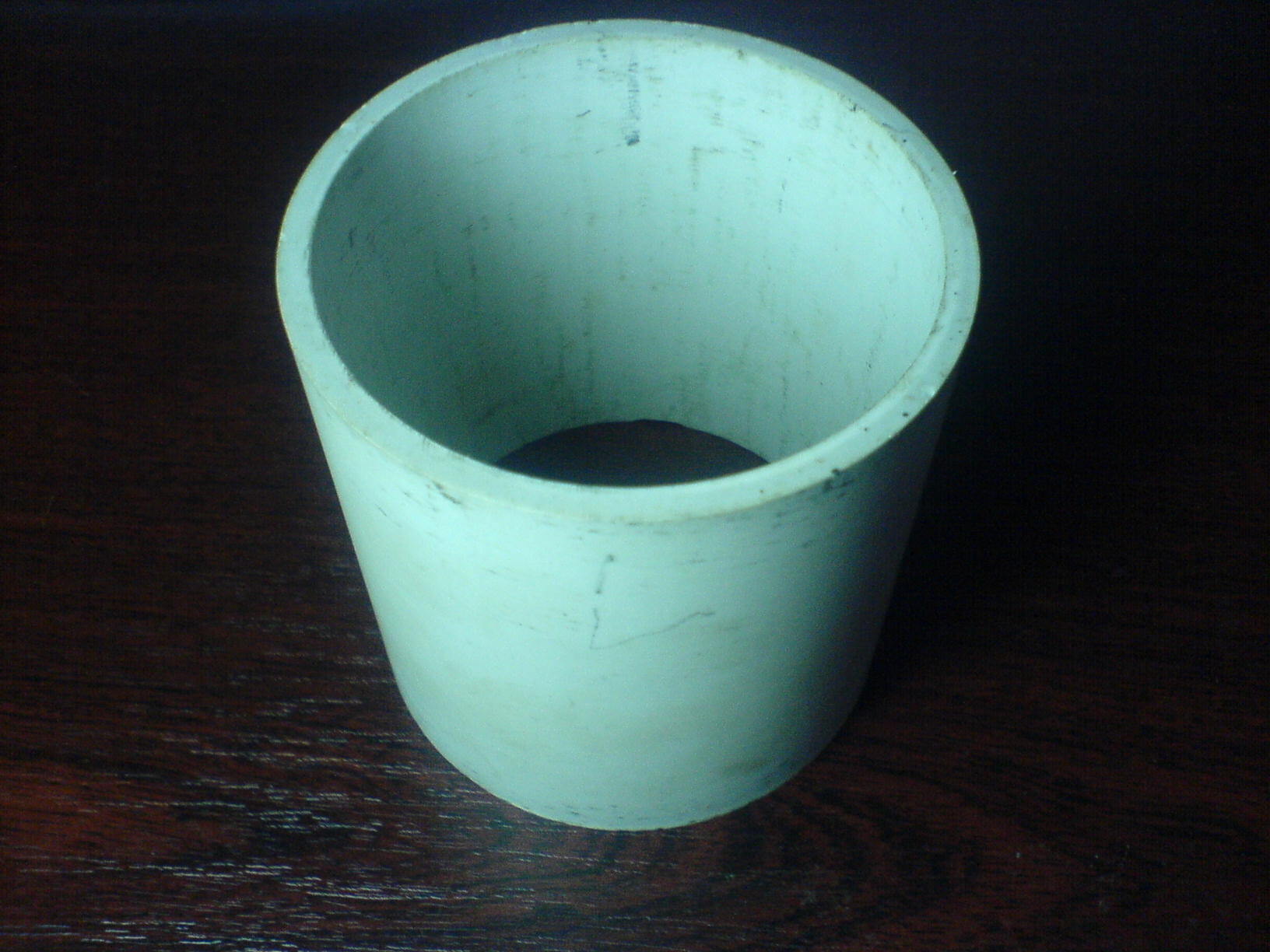
Оксид бериллия 99,9 % (изделие)

Оксид бериллия является наиболее теплопроводным из всех оксидов, его теплопроводность при комнатной температуре выше, чем у большинства металлов и почти всех неметаллов (кроме алмаза и карбида кремния). Он служит высокотеплопроводным высокотемпературным изолятором и огнеупорным материалом для лабораторных тиглей и в других специальных случаях.

### Акустика
Ввиду своей лёгкости и высокой твёрдости бериллий успешно применяется в качестве материала для электродинамических громкоговорителей. Однако, его высокая стоимость, сложность обработки (из-за хрупкости) и токсичность (при несоблюдении технологии обработки) ограничивают применение динамиков с бериллием дорогими профессиональными аудиосистемами. Из-за высокой эффективности бериллия в акустике некоторые производители, с целью улучшения продаж, заявляют, что в их продукции используется бериллий, хотя это не соответствует действительности.

### Большой адронный коллайдер
В точках столкновения пучков на Большом адронном коллайдере (БАК) вакуумная труба сделана из бериллия. Он одновременно практически не взаимодействует с частицами, произведёнными в столкновениях (которые регистрируют детекторы), но при этом достаточно прочен.

## Биологическая роль и физиологическое действие
Ежедневное поступление бериллия в организм человека с пищей составляет около 0,01 мг. В живых организмах бериллий не несёт какой-либо значимой биологической функции. Однако бериллий может замещать магний в некоторых ферментах, что приводит к нарушению их работы.
Бериллий фитотоксичен, что связано с угнетением действия фосфатаз уже при содержании 2–16 мг/л, что проявляется в виде недоразвитых корней и чахлых листьев. Для гидробионтов ЛД50 находится в диапазоне концентраций 15–32 мг/л.
Токсическое действие бериллия связано с его проникновением в ядра клеток, что вызывает генные мутации, хромосомные аберрации и сестринский хроматидный обмен. Также ионы бериллия участвуют в конкурентных реакциях с ионами магния, кальция, марганца, что приводит к блокированию активации ими ферментов.
Летучие (и растворимые) соединения бериллия, в том числе и пыль, содержащая соединения бериллия, высокотоксичны для людей. Для воздуха ПДК в пересчёте на бериллий составляет 0,001 мг/м³. Бериллий обладает ярко выраженным аллергическим и канцерогенным действием. Вдыхание атмосферного воздуха, содержащего бериллий, приводит к тяжёлому заболеванию органов дыхания — бериллиозу. При этом отсутствует влияние бериллия на репродуктивную функцию и развитие плода.